# Idiocerus unispinosus
Idiocerus unispinosus är en insektsart som beskrevs av Kae Kyoung Kwon 1985. Idiocerus unispinosus ingår i släktet Idiocerus och familjen dvärgstritar. Inga underarter finns listade i Catalogue of Life.